# Thomas Dinesen
Thomas Fasti Dinesen  (9. august 1892 på Rungstedlund, Rungsted – 10. marts 1979, Vejle) var en dansk forfatter, soldat og civilingeniør, søn af Wilhelm Dinesen og bror til Karen Blixen. Han ligger begravet på Hørsholm Kirkegård.
Thomas Dinesen deltog som frivillig i 1. verdenskrig, hvor han var tilknyttet det canadiske regiment Quebec Regiment – Royal Highlanders of Canada. Han blev som menig sendt til vestfronten i Frankrig. Her blev han tildelt det engelske Victoria Kors den 12. august 1918 ved Parvillers for tapperhed. Han blev også dekoreret med den fornemme franske orden Croix de Guerre. Han blev senere udnævnt til løjtnant.
Thomas Dinesen rejste meget i bl.a. USA, Rusland og Kenya, hvorfra oplevelser blev brugt i hans forfatterskab.

## Citater
| Citat                                               | Den 12. august 1918 ved Parvillers i Frankrig udviste menig Dinesen under 10 timers nærkamp usædvanlig tapperhed, som resulterede i erobring af ca. en mile [ca. 1,6 km] af stærkt befæstede, fjendtlige skyttegrave. Fem på hinanden følgende gange stormede han ensom fremad og satte fjendtlige våben ud af aktion. Med bajonet og håndgranater gjorde han det af med 12 fjendtlige soldater. Hans vedvarende tapperhed var til stor inspiration for hans kammerater under en kritisk fase af denne aktion. | Citat |
| – Forkortet Citat fra Thomas Dinesens Victoriakors. | |       |

### Dagbøger, essays og noveller
- No Man's Land – En dansker med canadierne ved vestfronten, 1929.
- Syrenbusken, Jespersen og Pios Forlag, København 1951.
- Øksen – En Lægmands Livssyn, Jespersen og Pios Forlag, København 1959.
- Dagbog fra Safari i Masai-Reserve 28. Februar – 15. April 1922. Udgivet med efterskrift af Ole Wivel, Udgivet af Gyldendal samt Jagt- og Skovbrugsmuseet, København 1982, ISBN 87-00-06281-2.

### Monografier og livshistorier
- Boganis – Min fader, hans slægt, hans liv og hans tid, Forlaget Gyldendal, København 1972, ISBN 87-00-57451-1.
- Tanne – Min søster Karen Blixen, Forlaget Gyldendal, København 1974, ISBN 87-00-27983-8.
- Anne Margrethe – Dage og nætter i oldemors liv, Forlaget Gyldendal, Viborg 1976, ISBN 87-01-31922-1.